# Turtle Lake (Dakota del Nord)
Turtle Lake è un centro abitato (city) degli Stati Uniti d'America, situato nella Contea di McLean, nello Stato del Dakota del Nord. Nel censimento del 2000 la popolazione era di 580 abitanti. La città è stata fondata nel 1905.

## Geografia fisica
Secondo i rilevamenti dell'United States Census Bureau, la località di Turtle Lake si estende su una superficie di 1,30 km², tutti occupati da terre.

## Popolazione
Secondo il censimento del 2000, a Turtle Lake vivevano 580 persone, ed erano presenti 171 gruppi familiari. La densità di popolazione era di 446 ab./km². Nel territorio comunale si trovavano 329 unità edificate. Per quanto riguarda la composizione etnica degli abitanti, il 98,79% era bianco, lo 0,86% era nativo, lo 0,17% proveniva dall'Asia e lo 0,17% apparteneva a due o più razze.
Per quanto riguarda la suddivisione della popolazione in fasce d'età, il 16,4% era al di sotto dei 18, il 2,9% fra i 18 e i 24, il 22,4% fra i 25 e i 44, il 24,8% fra i 45 e i 64, mentre infine il 33,4% era al di sopra dei 65 anni di età. L'età media della popolazione era di 52 anni. Per ogni 100 donne residenti vivevano 95,9 maschi.